# Nederlands Israëlitisch Meisjesweeshuis
Het Nederlands Israëlitisch Meisjesweeshuis was een weeshuis gevestigd aan de Rapenburgerstraat 171 (en later ook nummer 169) in de voormalige Amsterdamse Jodenbuurt. 
Aanvankelijk werden de Joodse weesmeisjes in Amsterdam opgevangen in gezinnen, die financieel werden ondersteund door de Collegie; een in 1761 opgerichte organisatie die zich het lot van de weesmeisjes aantrok en voor opvang en onderwijs zorgde. 
In het tehuis werden de meisjes opgevangen tussen 1861 en 1943. Het weeshuis was een van acht Joodse weeshuizen in Nederland. Er waren Joodse weeshuizen in: Amsterdam, Utrecht, Leiden, Rotterdam en Den Haag.
Tot 1930 leidde men de meisjes op tot dienstmeisje of naaister. Later kwamen daar opleidingen tot verpleegster, secretaresse en onderwijzeres bij. In de jaren dertig moest uitbreiding gerealiseerd worden vanwege de opvang van Joodse weesmeisjes (soms vooruit gezonden door hun ouders).
Op 10 februari 1943, tijdens de Holocaust gedurende de Tweede Wereldoorlog, werd het weeshuis door de Duitse bezetter ontruimd. De bewoonsters zijn weggevoerd en ter dood gebracht.
Sinds de restauratie zijn de monumentale 18e-eeuwse panden in gebruik als appartementen. De, in opdracht van de huidige bewoners en de Vereniging Vrienden van Amsterdamse Gevelstenen gerestaureerde gevelstenen en Hebreeuwse teksten in de daklijsten zijn in 2003 onthuld. Er staat te lezen: tot de goede werken behoort de opvoeding van weesmeisjes. Gebouw 169 heeft als gevelsteen Vergroot 5649-1889.
De gebouwen zijn al sinds september 1970 een rijksmonument, de omschrijving in het monumentenregister is zeer summier: Pand onder dwars dak (vermoedelijk 18e eeuw) met de toevoegingen "Gevel onder klossenlijst" (169) en "rechte lijst" (171).

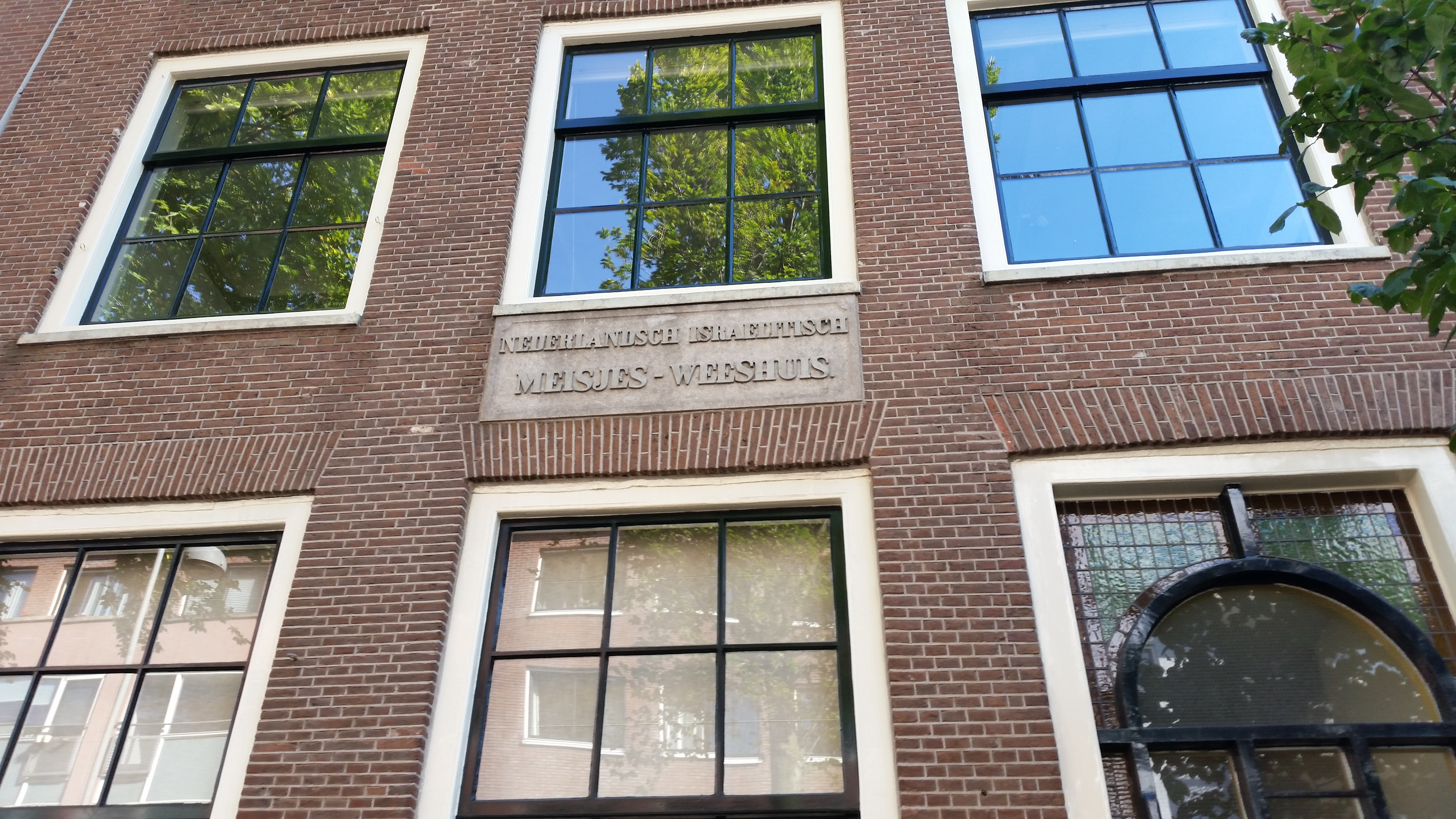
Gevelsteen die verwijst naar het weeshuis (september 2018)